# Friedrichsanfang (Hildburghausen)
Friedrichsanfang ist ein Weiler der Stadt Hildburghausen im Landkreis Hildburghausen in Thüringen. Friedrichsanfang gehört zum Ortsteil Weitersroda.

## Lage

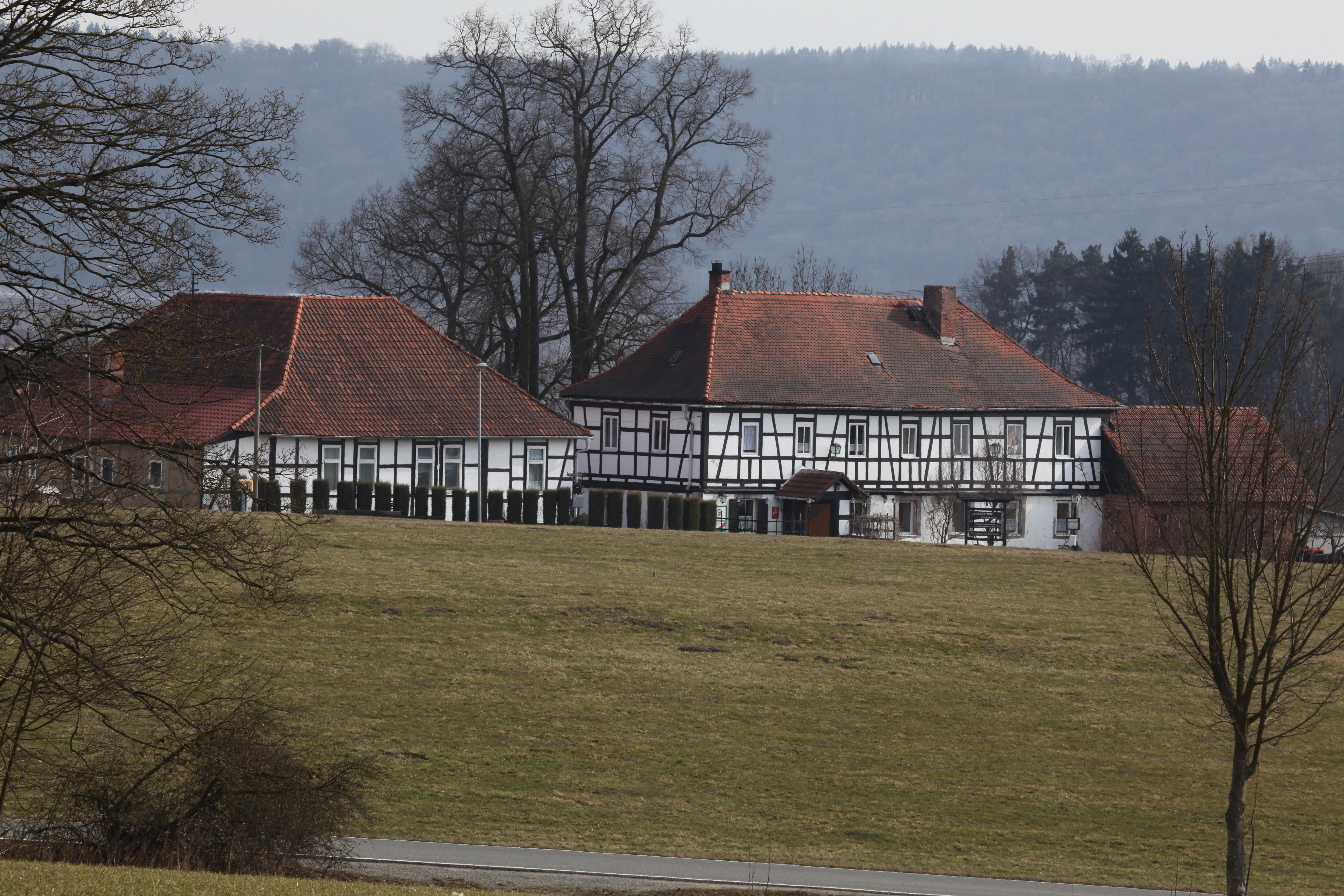
Landgasthof in Friedrichsanfang

Friedrichsanfang liegt an der Kreisstraße 115 kurz vor Weitersroda an der Südabdachung des Hildburghäuser Waldes und am Nordoststadtrand von Hildburghausen.

## Geschichte
1750 wurde der Weiler Friedrichsanfang erstmals urkundlich erwähnt. Es gibt eine Abfassung zu Geschichten aus Friedrichsanfang, die über den Hinweis eingesehen werden kann. Das Dorf wird über Weitersroda geführt.